# This Place Will Become Your Tomb
This Place Will Become Your Tomb es el segundo álbum de estudio de la banda británica de metal alternativo Sleep Token, que fue lanzado el 24 de septiembre de 2021 a través de sello discográfica Spinefarm Records. El álbum fue grabado en G1 Productions en Wells, Somerset, fue producido por George Lever, con quien el grupo había trabajado previamente en Sundowning (2019).
El álbum ha precedido por los sencillos "Alkaline" en junio, "The Love You Want" en agosto y "Fall for Me" en septiembre. This Place Will Become Your Tomb le dio a Sleep Token sus primeras posiciones en las listas del Reino Unido, alcanzando el top 40 de la lista de álbumes del Reino Unido y el top 20 de la lista de álbumes escoceses.

## Lanzamiento y promoción
This Place Will Become Your Tomb se anunció el 18 de junio de 2021, acompañado del lanzamiento de "Alkaline" como sencillo principal y video musical. En un comunicado de prensa oficial, se afirmó que el álbum "se adentra aún más en el enigmático universo de Sleep Token, empujando los límites y desdibujando los géneros, al tiempo que conserva su sonido característico". El mismo día, la banda actuó en el escenario del Download Festival Pilot, donde interpretaron "Alkaline" en vivo por primera vez. A esto le siguió el 6 de agosto "The Love You Want" y finalmente "Fall for Me" el 17 de septiembre, una semana antes del lanzamiento del álbum.

## Lista de canciones
Todas las canciones escritas y compuestas por Vessel1 y Vessel2, excepto donde se indique. 
| N.º | Título              | Duración |  |
| 1.  | «Atlantic»          | 4:53     |  |
| 2.  | «Hypnosis»          | 5:35     |  |
| 3.  | «Mine»              | 4:56     |  |
| 4.  | «Like That»         | 3:34     |  |
| 5.  | «The Love You Want» | 4:23     |  |
| 6.  | «Fall for Me»       | 2:26     |  |
| 7.  | «Alkaline»          | 3:34     |  |
| 8.  | «Distraction»       | 4:22     |  |
| 9.  | «Descending»        | 4:38     |  |
| 10. | «Telomere»          | 5:07     |  |
| 11. | «High Water»        | 5:13     |  |
| 12. | «Missing Limbs»     | 3:20     |  |

## Posicionamiento en lista
| Lista (2021)          | Posición |
| --------------------- | -------- |
| Scottish Albums (OCC) | 13       |
| UK Albums (OCC)       | 39       |

## Personal
Sleep Token
- Vessel  – Voz, Guitarra líder, Guitarra rítmica, teclados y piano
- II – Batería
- George Lever – Bajo y programación
- Sky Van Hoff – mezcla, edición, sintetizadores, programación